# 御前崎遠州灘県立自然公園
御前崎遠州灘県立自然公園（おまえざきえんしゅうなだけんりつしぜんこうえん、英語: Omaezakienshūnada Prefectural Natural Park）は、静岡県の公園。

## 概要

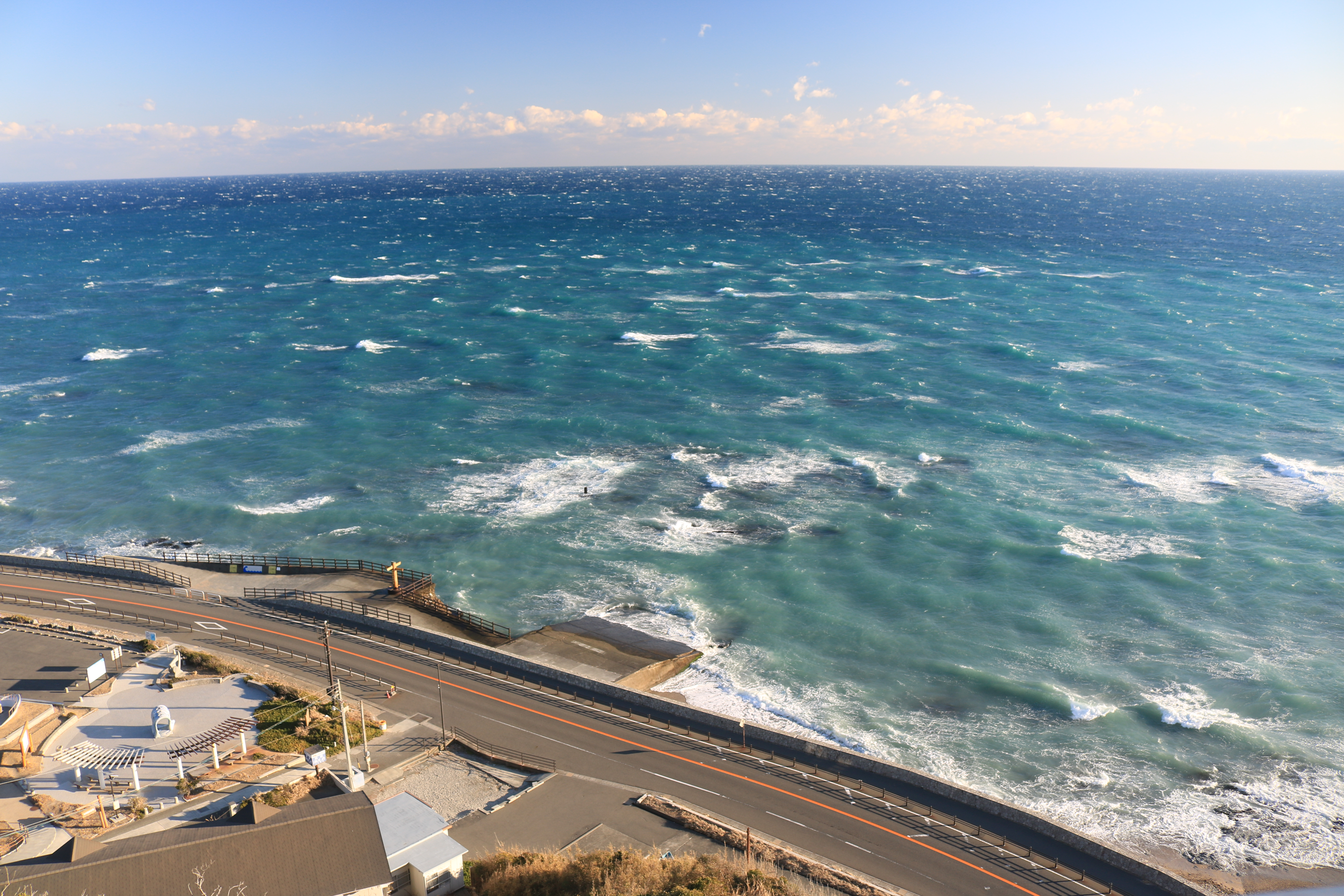
御前崎と遠州灘（2018年1月30日）

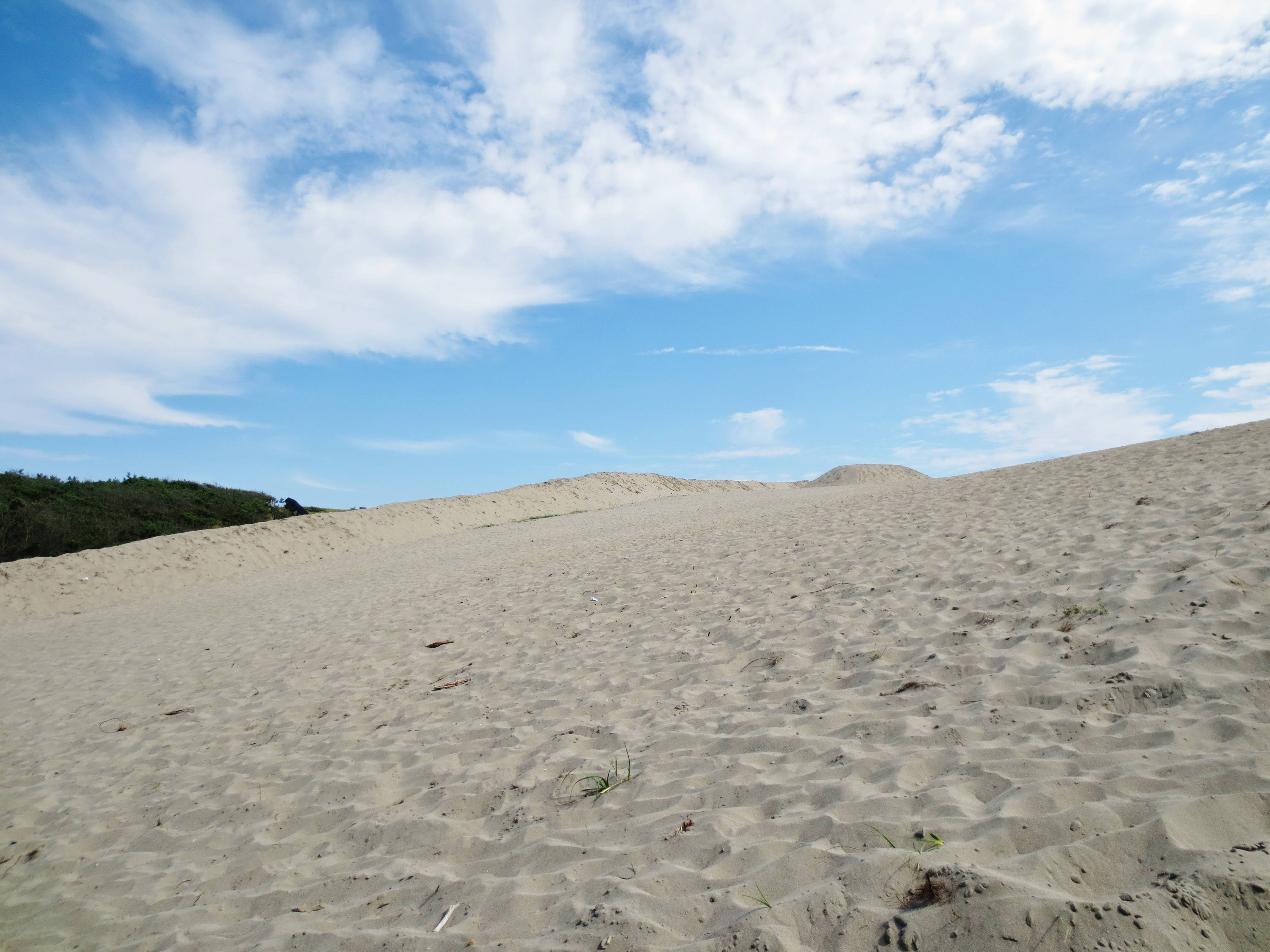
浜岡砂丘（2014年9月21日）

静岡県榛原郡吉田町、牧之原市、菊川市、御前崎市、掛川市、磐田市に位置する自然公園である。駿河湾と遠州灘の境界にあたる御前崎と、その周辺の海岸の景観などを中心に、自然公園として指定されている。優れた自然景観を保護することで、後世に引き継ぐことを目的としている。
自然公園として指定された範囲は1628.8ヘクタールに及び、生物の捕獲や採取、建築物の新築・改築・増築、木竹の伐採、鉱物や土石の採取、河川湖沼の水量増減や汚水の排出、広告物の設置、土石の集積、埋立や干拓、土地の開墾、屋根や壁面の色の変更、湿原への立入、車馬や動力船の使用、航空機の着陸といった行為が規制されている。そのため、自然公園に指定された範囲内での潮干狩りは禁止されている。
御前崎は、岬における段丘崖と磯や砂浜の海岸線が特徴的である。御前崎から西に広がる遠州灘の海岸線には、浜岡砂丘に代表される砂丘地帯が広がっており、白砂清松の景観を呈している。御前崎から北に広がる駿河湾に面した海岸線は、静波海岸などが海水浴場として利用されており、手軽なマリンレジャーを楽しめる場として親しまれている。なお、海に接した地域だけでなく、大浜公園のような内陸部も指定されている。

## 沿革
1968年（昭和43年）12月20日、静岡県により自然公園の指定を受けた。また、1980年（昭和55年）4月3日には、自然公園として指定の再検討を行った。2010年（平成22年）4月13日には、自然公園としての点検が行われた。

## 指定範囲

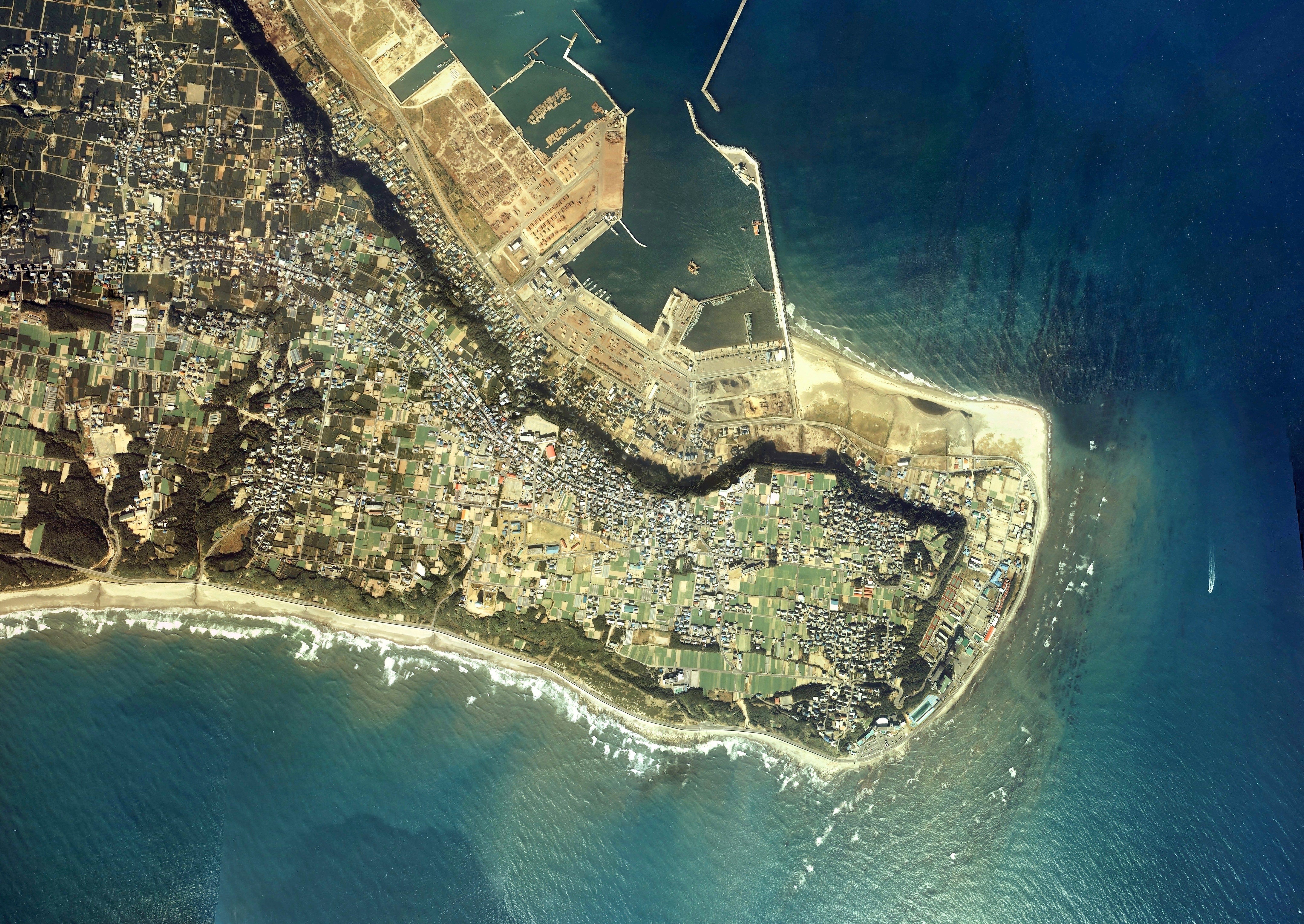
御前崎の航空写真（1983年）。

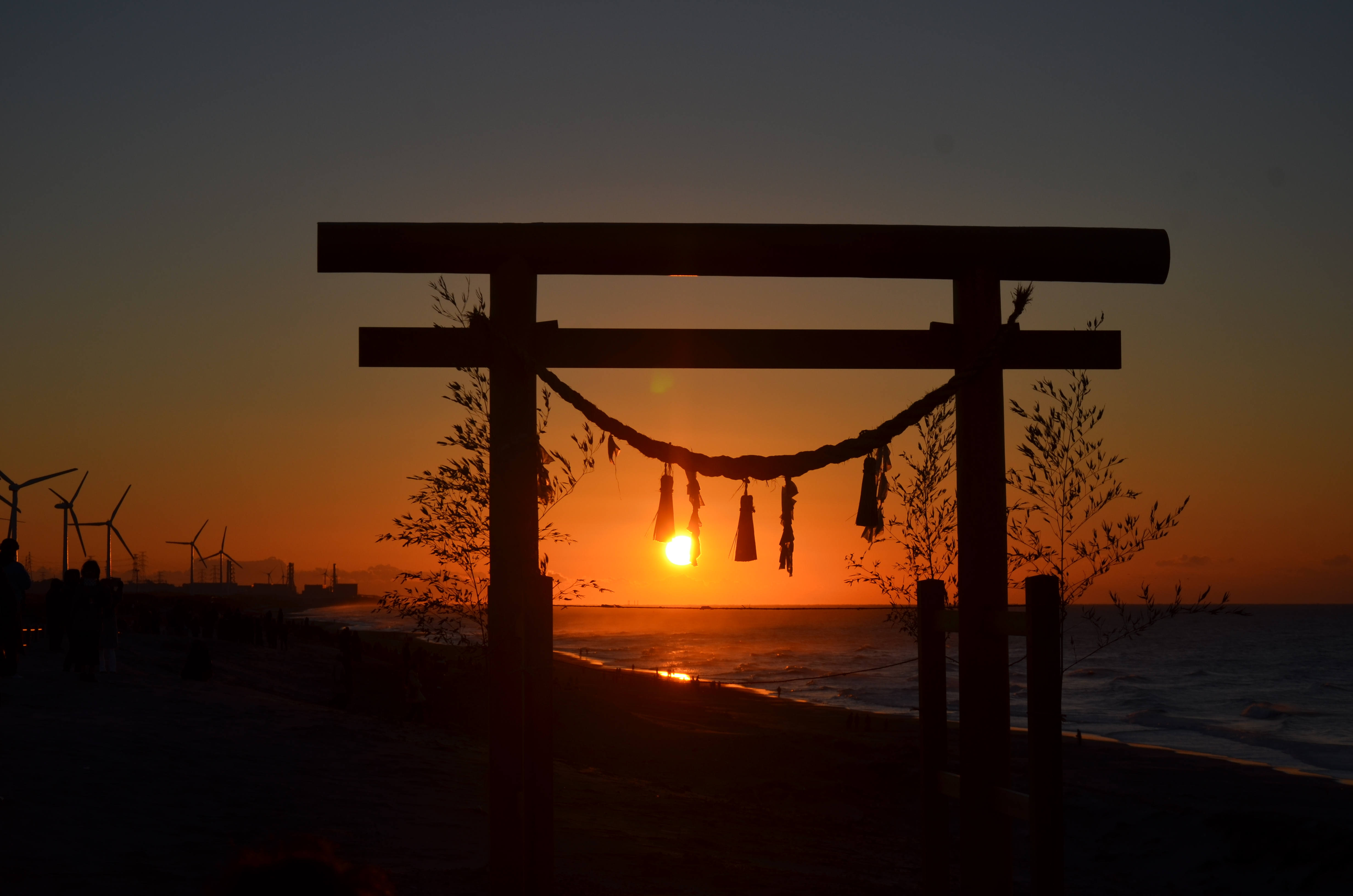
国安海岸（2017年1月1日）

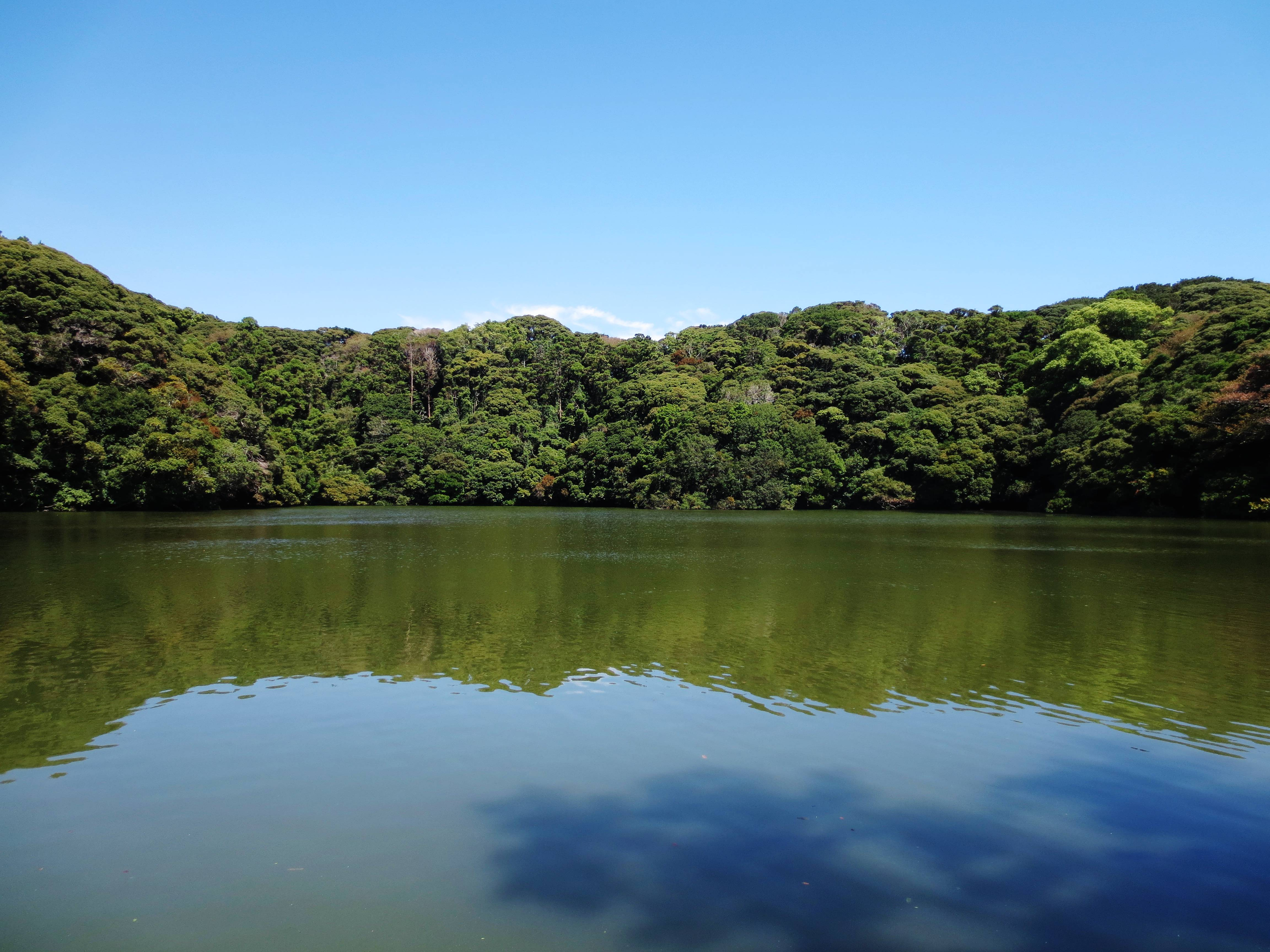
桜ヶ池（2014年9月21日）

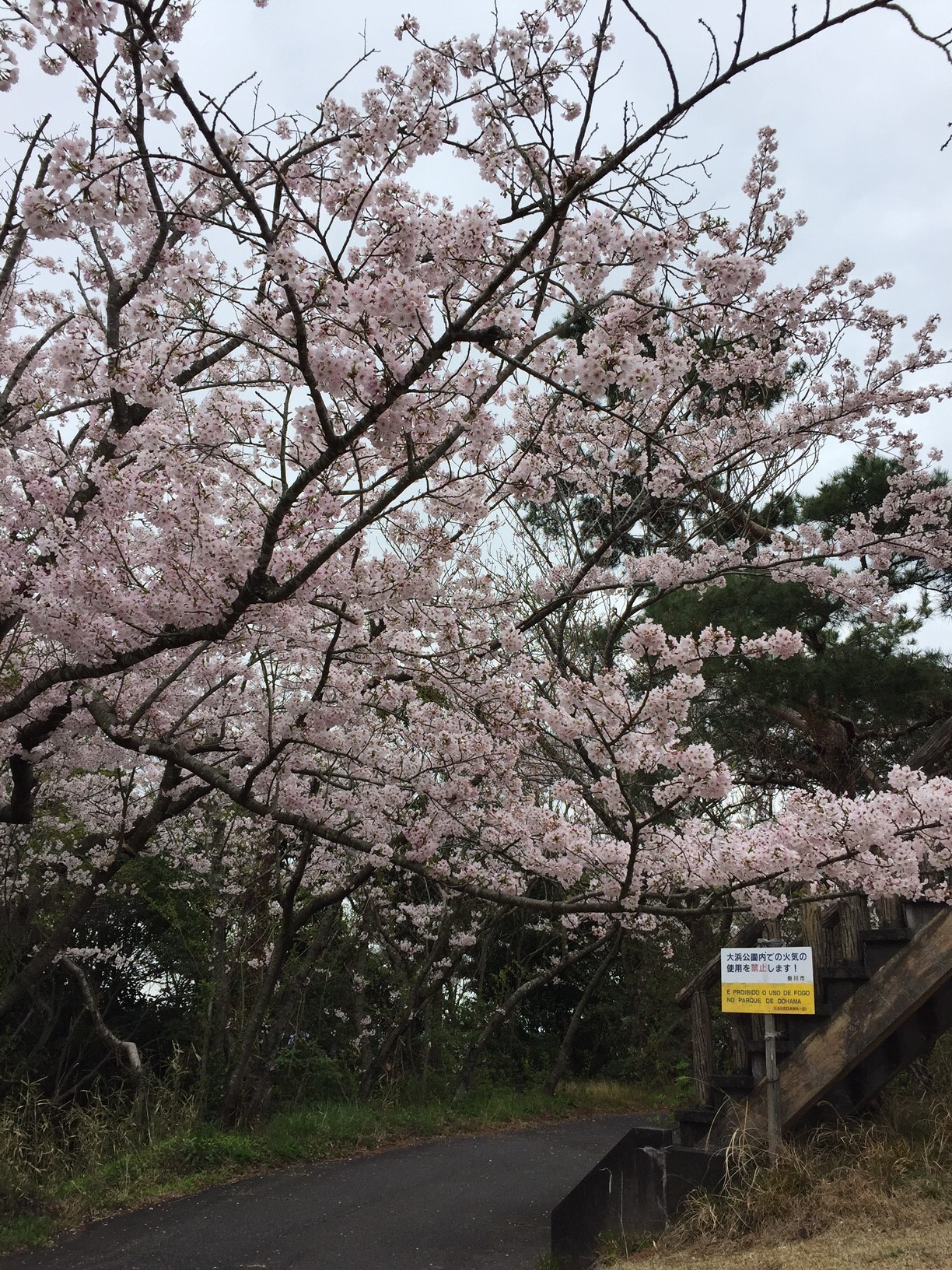
大浜公園（2017年4月上旬）

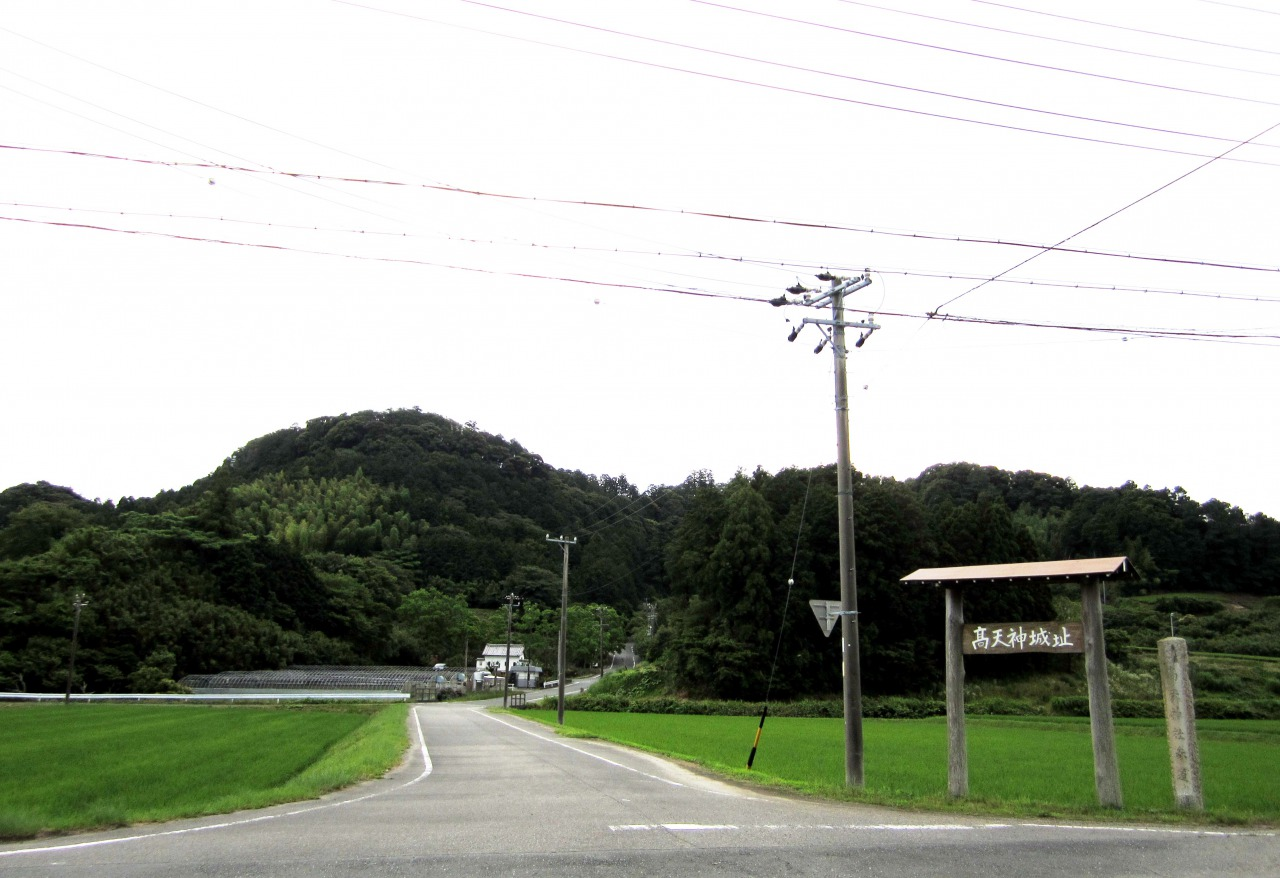
高天神山（2013年11月23日）

御前崎遠州灘県立自然公園における地区の名称、および、園地の名称の表記は、静岡県の告示での表記に従った。なお、御前崎遠州灘海岸地区は、園地として「御前崎海岸」や「燈台下海岸」などと並んで「豊浜地区」、「福田地区」、「鮫島地区」がそれぞれ指定されている。また、園地としては「潮騒公園」ではなく「潮騒公園周辺」と指定されている。高天神地区は、地区としては「高天神地区」と表記されるが、園地としては「高天神山」と表記されている。横地城跡地区は、園地として「横地城跡牛池畔」と「横地城跡山頂」がそれぞれ指定されている。釘ヶ浦海岸地区は、園地として「榛原海岸（釘ヶ浦地区）」と「片浜海岸（釘ヶ浦地区）」がそれぞれ括弧つきで指定されている。
- 吉田海岸地区
  - 吉田海岸（静岡県榛原郡吉田町）
- 釘ヶ浦海岸地区
  - 榛原海岸（釘ヶ浦地区）（静岡県榛原郡吉田町）
  - 片浜海岸（釘ヶ浦地区）（静岡県牧之原市）
- 榛原公園地区
  - 榛原公園（静岡県牧之原市）
- 牧之原地区
  - 牧之原（静岡県牧之原市）
- 勝間田公園地区
  - 勝間田公園（静岡県牧之原市）
- 相良海岸地区
  - 相良海岸（静岡県牧之原市）
- 不動山地区
  - 不動山（静岡県牧之原市）
- 御前崎遠州灘海岸地区
  - 潮騒公園周辺（静岡県御前崎市）
  - 御前崎海岸（静岡県御前崎市）
  - 燈台下海岸（静岡県御前崎市）
  - 燈台以西海岸（静岡県御前崎市）
  - 浜岡砂丘（静岡県御前崎市）
  - 合戸砂丘（静岡県御前崎市）
  - 千浜海岸（静岡県掛川市）
  - 国安海岸（静岡県掛川市）
  - 大須賀海岸（静岡県掛川市）
- 豊浜地区（静岡県磐田市）
- 福田地区（静岡県磐田市）
- 鮫島地区（静岡県磐田市）
- 丹野池地区
  - 丹野池（静岡県菊川市）
- 石山地区
  - 石山（静岡県菊川市）
- 桜ヶ池地区
  - 桜ヶ池（静岡県御前崎市）
- 高松山地区
  - 高松山（静岡県御前崎市）
- 大浜公園地区
  - 大浜公園（静岡県掛川市）
- 高天神地区
  - 高天神山（静岡県掛川市）
- 横地城跡地区
  - 横地城跡牛池畔（静岡県菊川市）
  - 横地城跡山頂（静岡県菊川市）

## 捕獲や採取等が規制されている生物
御前崎遠州灘県立自然公園の特別地域に指定された箇所においては、動物の捕獲や植物の採取が規制されている。